# Bûcheronnage subaquatique
Cet article possède un paronyme, voir Bûcheronnage.

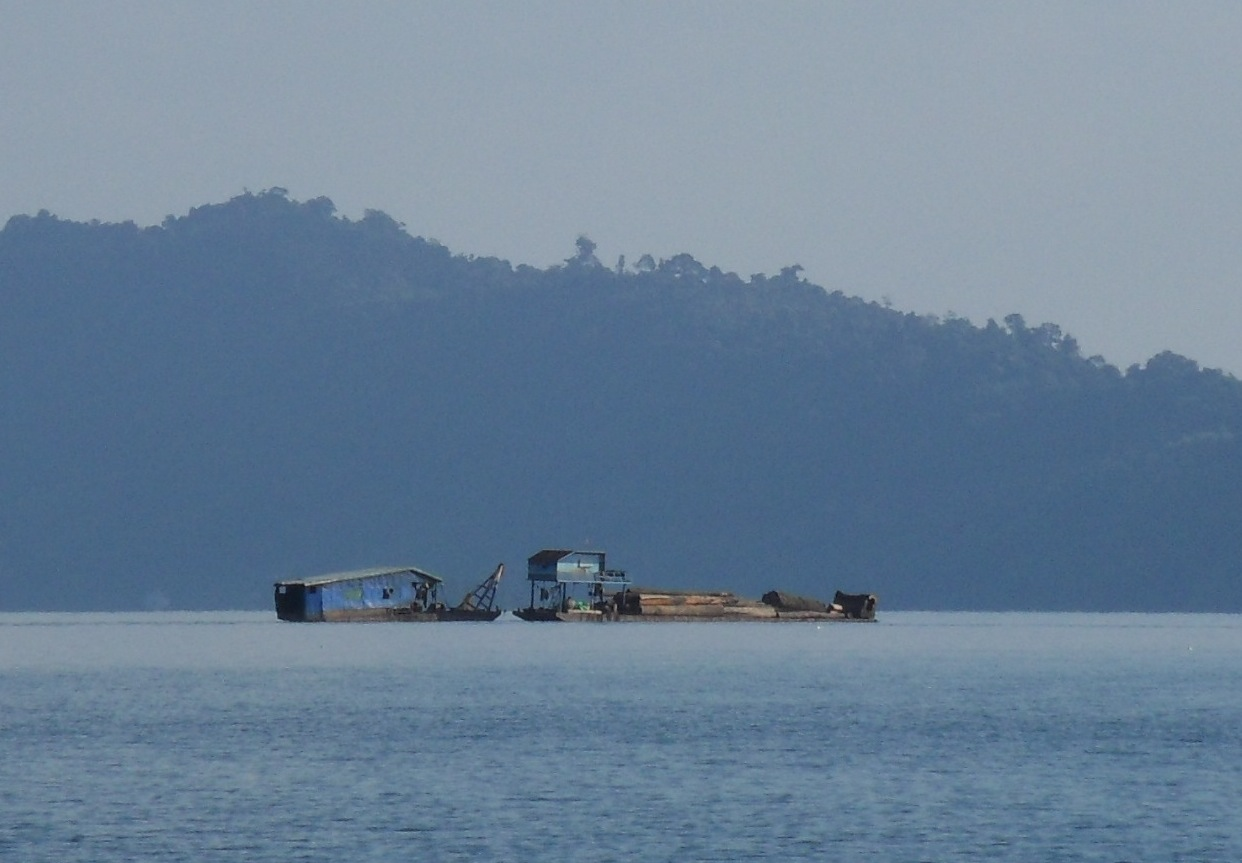
Barge d'exploitation des tecks submergés du lac de la Nam Ngum (Laos, 2011).

Le bûcheronnage subaquatique (en anglais underwater logging) est une méthode de ré-exploitation de la forêt, principalement la coupe des arbres des forêts englouties. Lors de la construction de réservoirs et de barrages artificiels, de vastes étendues de forêt sont souvent inondées ; bien que les arbres meurent, leur bois est souvent préservé. Les arbres peuvent ensuite être abattus à l'aide de machines subaquatiques spéciales et remontés à la surface. Une de ces machines est le robot tronçonneur subaquatique (sawfish harvester). Un débat porte sur le caractère durable de l'exploitation forestière subaquatique, en comparaison avec l'exploitation forestière traditionnelle.
L'exploitation subaquatique a été introduite en divers endroits, y compris le Lac Volta au Ghana.
Une forme connexe d’exploitation forestière consiste à récupérer les grumes qu'un exploitant a abandonnées au fond de l'eau (stockage humide ou bois canard). Cette activité peut être très rentable, car les « cibles » principales sont des arbres de plusieurs décennies, d’une taille et d’une essence rares dans leur habitat naturel.

## Histoire
Dans les années 50, les États-Unis ont reconnu que, pendant la période coloniale, les bûcherons flottaient des arbres abattus sur les rivières sur les Grands Lacs et les rivières du Maine pour être ensuite acheminés vers des usines. Les grumes pesant plus de 62 kg par pied cube cependant coulaient, et les bûcherons n’ont pas pris le temps de les récupérer. Ces grumes ne sont pas complètement perdues, car les grumes immergées sont protégées des champignons responsables de la décomposition du bois qui nécessitent du bois, de l'humidité, de l'air et des températures estimées entre 24 et 32 °C. Les grumes immergées sont également protégées des échauffures et taches colorées. Cumulativement, de nombreuses grumes ont été perdues au fil du temps et l’International Undersea Services a commencé ses opérations de récupération de grumes sur la rivière Penobscot, dans le Maine, en 1955. John Cayford et Ronald Scott ont publié leurs recherches dans un livre Underwater Logging, qui a pu donner lieu à de nouvelles perspectives d'exploitation forestière subaquatique aux États-Unis; ce qui est désormais connu par l'expression anglaise salvage logging; en français un cas particulier de ré-exploitation ou d'exploitation complémentaire de la forêt. Ces processus sont devenus plus populaires à mesure que les stratégies et technologies pertinentes ont progressé, faisant du bûcheronnage subaquatique un moyen viable de récupérer les ressources perdues.
Le bûcheronnage subaquatique dans son ensemble s’est diversifié à mesure que les technologies ont permis l’apparition et le développement de nouveaux procédés. L'exploitation forestière complémentaire, par exemple, permet de récupérer les grumes de taille normale perdues au cours d'expéditions passées. L’exploitation forestière subaquatique, quant à elle, s’est développée à un point où les nouvelles technologies permettent de découper en morceaux les arbres noyés qui ont été perdus en raison de la montée des eaux. On estime qu'environ 300 millions d'arbres sont immergés dans l'eau des réservoirs du monde, qui pèsent jusqu'à 50 milliards de dollars, ce qui fait de la foresterie subaquatique une industrie potentiellement rentable.

## Méthodes de bûcheronnage

### Véhicule télécommandé
Une méthode pour déterrer ces arbres engloutis consiste à envoyer un véhicule télécommandé, comme un sawfish harvester, sous l'eau pour abattre les arbres, tout en laissant l'opérateur au sec. Ce véhicule est contrôlé par un câble qui envoie de l’électricité et des entrées contrôle au vaisseau, qui envoie en retour un flux vidéo à l’opérateur. L'opérateur envoie des informations à partir d'un panneau de commande sur une barge. Quand un arbre est trouvé, le sawfish harvester se verrouille sur l'arbre et se gonfle à l'aide d'un dispositif de flottaison de manière que, une fois coupé, l'arbre soit immédiatement remonté à la surface pour être extrait de l'eau.

### Fixation des bouées
L’attachement des bouées est l’un des principaux procédés permettant de récupérer les billes de bois au fond des lacs et des rivières. Tout d'abord, un plongeur autonome doit localiser les bûches enfoncées dans l'eau, en effectuant une recherche à environ trois pieds du fond du lac ou de la rivière. Après cela, une bouée est placée autour de la bûche à environ trois pieds de son dos. De là, un bateau utilise un crochet pour attraper les bouées et tire la bûche suffisamment près du bateau pour permettre à l’équipage d’attacher les bûches près du bord du bateau. Ce processus se répète jusqu'à ce que le bateau soit rempli à sa capacité maximale, après quoi l'expédition est terminée et l'équipage doit retourner à la base avant de récolter des grumes supplémentaires.

### Flottage des grumes
(août 2022).
Le contenu est difficilement compréhensible vu les erreurs de traduction, qui sont peut-être dues à l'utilisation d'un logiciel de traduction automatique.

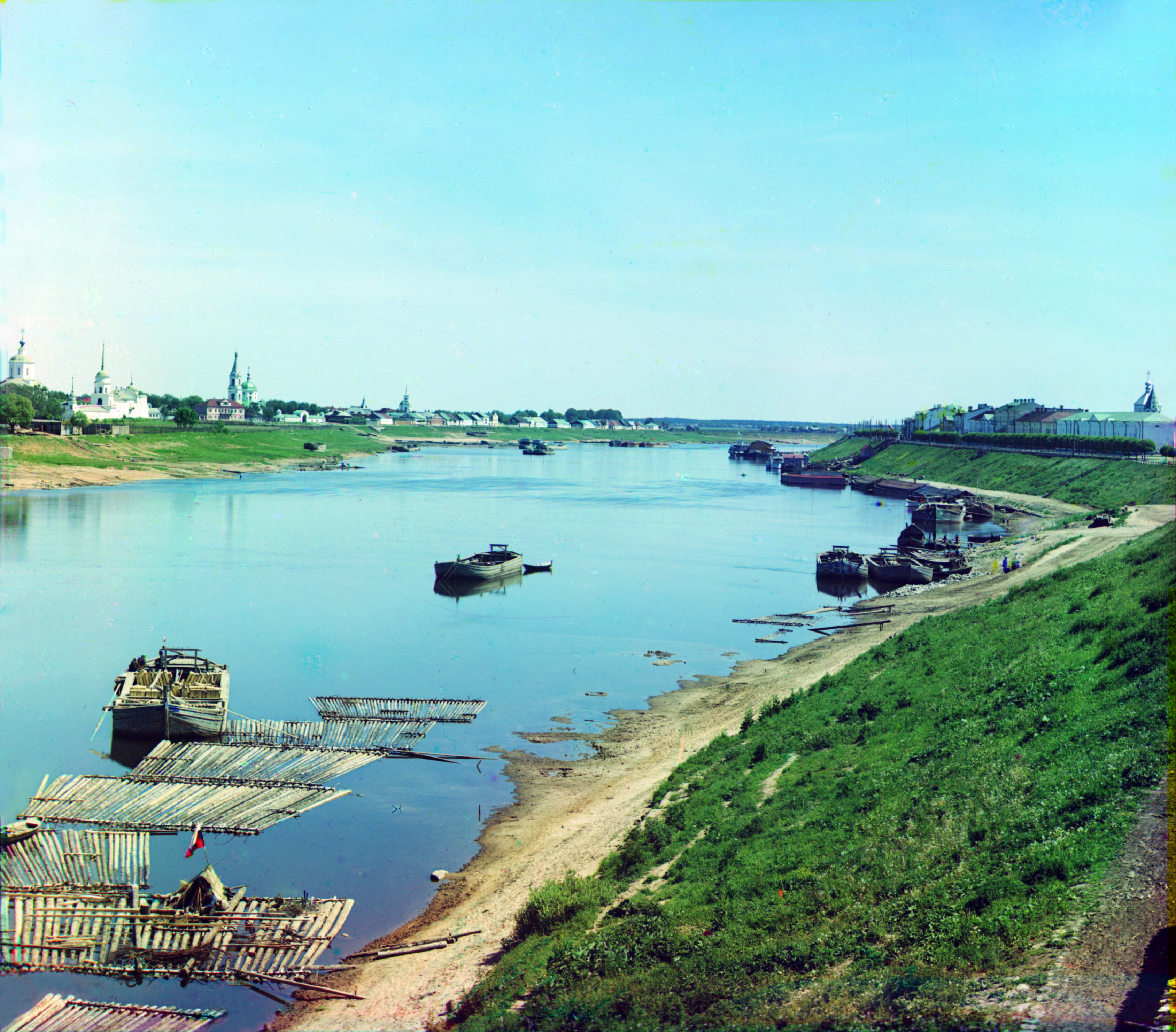
Méthode de transport des grumes le long des rivières (1910).

Un nouveau procédé est utilisé dans le cas des grumes flottantes qui n’ont pas été noyées mais ont peut-être été séparées des premières routes d’abattage et bloquées sur les berges des rivières et des lacs. Des chambres à air de camions sont complètement dégonflées et glissées autour des rondins par un plongeur. Lorsqu’elles sont solidement mises en place, un compresseur de narguilé et un tuyau à basse pression les regonflent, de sorte qu'elles forment une adhérence serrée autour des bûches flottantes. Ce procédé confère aux grumes une plus grande flottabilité et offre aux grumiers des points d’accès plus facile pour les récolter. On utilise autant de chambres à air qu’il est nécessaire pour faire flotter les bûches.

## Impacts environnementaux

### Pollution marine
Les navires polluent à la fois dans le milieu marin et dans l’atmosphère et, bien qu’il soit difficile d’estimer l’ampleur du problème, il n’y a pas de doute que l’utilisation accrue de ces navires augmentera la pollution. L’industrie forestière subaquatique devenant de plus en plus populaire et rentable, cette utilisation est accrue. L'exploitation forestière subaquatique elle-même aura également un impact négatif sur l'environnement, car les grumes ajoutent du poids aux navires, forçant ces derniers à travailler plus fort et à utiliser plus de temps et d'énergie pour transporter leur cargaison. En termes de transport, les cargos transportent les grumes sur l'eau. Ils utilisent une quantité énorme d'eau de ballast, ce qui peut avoir des effets négatifs sur l'environnement. Lorsque les navires atteignent les usines, ils vident l'eau. «Les rejets d'eau de ballast contiennent généralement divers matériaux biologiques, notamment des plantes, des animaux, des virus et des bactéries». Le déversement du ballast peut modifier les écosystèmes aquatiques et même rendre l’eau non potable.

### Accidents
Les accidents liés à cette industrie entraînent généralement le déversement de pétrole et d'autres ressources, car ces déversements sont difficiles à contenir en raison de la fluidité des lacs et des rivières. Cela signifie que le potentiel de dommages collatéraux est important, tant pour la vie marine que pour la vie humaine, car des ressources toxiques telles que le pétrole peuvent contaminer les écosystèmes environnants. Il est donc nécessaire de faire preuve de prudence lorsque vous participez à des processus, tels que la coupe subaquatique, qui nécessitent l’utilisation de ressources potentiellement dangereuses.

### Déforestation
Étant donné que le processus de bûcheronnage subaquatique consiste essentiellement à récupérer des grumes noyées et des arbres engloutis déjà perdus lors de précédentes expéditions de coupe, ces grumes sont considérées comme du «bois redécouvert». Étant donné que le bûcheronnage subaquatique récupère du « bois redécouvert », cela a un impact positif sur le secteur forestier, car il réduit la nécessité d'exploiter les forêts terrestres. De plus, lorsqu'elles exploitent des terres, les sociétés forestières doivent créer de nouvelles routes pour obtenir du bois de meilleure qualité. La construction de routes est supprimée avec l'exploitation forestière subaquatique, car les voies de transport à travers les rivières existent déjà.

### Érosion potentielle des lacs et des rivières

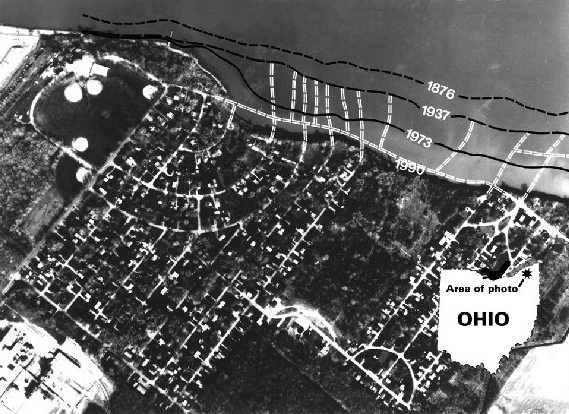
Effets de l'érosion le long du lac Érié

Certaines de ces grumes étant perdues depuis plusieurs décennies, l’environnement local s’est inévitablement développé autour de ces grumes. La suppression de ces grumes, qui fournissent un soutien structurel à une variété de ces écosystèmes, entraîne inévitablement une érosion des lacs et des rivières, ce qui modifie la structure et peut  dégrader ces plans d'eau.

### Vie marine
Certaines des grumes récupérées sont sous l'eau depuis quelques décennies, ce qui signifie que la vie marine locale a formé son habitas autour de ces billes noyées. Ces grumes apportent un soutien structurel substantiel à ces écosystèmes, et leur suppression détruit inévitablement ces habitats naturels. Les bateaux et membres d'équipage des flottes de bûcheronnage subaquatique peuvent remuer et dégrader les écosystèmes locaux.

## Durabilité

### Technologies avancées
Le ramasseur subaquatique SHARC élimine les dangers du déploiement de lumber jacks subaquatiques (sawfish harvester). Triton Logging Inc., une entreprise de bûcheronnage subaquatiques, s’est appuyée sur l’envoi de travailleurs au fond des lacs et des rivières pour abattre manuellement les arbres submergés. La récolteuse SHARC a été développée par cette même société et offre une expérience plus sûre pour l'opérateur, tout en réduisant le nombre d'erreurs humaines.
Le magazine Nature & Faune a décrit le processus d’impact de la durabilité de l’exploitation forestière subaquatique. Le barrage hydroélectrique du Ghana construit à Akosombo submerge des forêts de grumes. Clark Sustainable Resource Developments utilise la technologie SHARC pour conserver intactes les racines des arbres afin de ne pas perturber le fond du lac ou remuer les polluants. Après quoi, ils ont établi des canopées et des contreforts pour créer des récifs artificiels de poissons et ont sensibilisé la population locale aux pratiques de pêche. Enfin, ils peuvent couper jusqu’à 25 mètres sous la surface des lacs, ce qui crée une profondeur suffisante pour supporter les itinéraires des bateaux de transport du lac. Ce processus a été récompensé pour sa durabilité en évitant la déforestation et en créant des récifs artificiels pour le poisson afin de maintenir l’écosystème aquatique actuel. Triton est l'une des sociétés d'exploitation forestière subaquatique les plus en vue qui a utilisé sa technologie SHARC et ses efforts pour préserver l'environnement aquatique au Ghana. Ils ont été reconnus pour leurs efforts de développement durable.